# Molniya R-60
Molniya R-60 (ngày nay là Vympel) (tên ký hiệu của NATO AA-8 'Aphid') là một tên lửa không đối không hạng nhẹ được thiết kế để sử dụng trên các máy bay chiến đấu của Liên Xô. Nó được xuất khẩu ra nhiều quốc gia, và phục vụ trong cộng đồng các quốc gia độc lập và các nước khác.

## Lịch sử
R-60 được phát triển cho MiG-23. Công việc bắt đầu vào cuối những năm 1960, dưới tên gọi của phòng thiết kế là K-60 (izdeliye 62). Việc sản xuất hàng loạt bắt đầu vào năm 1973. Nó bắt đầu phục vụ với tên gọi chính thức là R-60 (NATO 'Aphid-A').
R-60 là một trong những tên lửa không đối không nhỏ nhất thế giới, với trọng lượng phóng là 44 kg (97 lb). Nó có hệ thống dẫn đường bằng tia hồng ngoại, với một đầu dò tìm nhiệt Kolmar (Mosquito - Muỗi). Được điều khiển bằng một bộ cánh tiên tiến với bộ phận giữ thăng bằng lớn ở phía sau. Đặc biệt với cánh nhỏ ở phía mũi, được biết đến với tên gọi "destabilizers", mang lại sự cải tiến cho khả năng chỉnh hướng bay tại các góc tấn công. R-60 sử dụng một đầu nổ nhỏ 3 kg (6.5 lb) loại thuốc nổ mạnh. 2 kiểu ngòi nổ không tiếp xúc khác có thể khớp với nhau gây nổ: một mẫu là ngòi nổ quang học Strizh (Swift), có thể được thay thế bởi một ngòi nổ radar tích cực loại Kolibri; tên lửa được trang bị loại ngòi nổ đó là R-60K.
Theo những nguồn thông tin của Liên Xô, tầm bay lý tưởng là 4.000 m (4.400 yd), mặc dù theo sách hướng dẫn sử dụng lại là 8 km (5 mi) trên độ cao lớn. Một lợi thế chiến thuật là phạm vi tối thiểu của nó là 300 m (328 yd). Nhược điểm của nó là lượng thuốc nổ nhỏ, cần phải tấn công trực tiếp để tiêu diệt mục tiêu.
Nhận thấy rằng Liên Xô sẽ sản xuất đa số những tên lửa không đối không có thể hoán đổi cho nhau hệ thống dẫn đường IR và SARH, NATO nghĩ rằng đó có thể là một phiên bản SARH của 'Aphid'. Tuy nhiên, rõ ràng rằng kích thước nhỏ của 'Aphid' làm phiên bản radar với ăng ten có kích thước phù hợp là không hợp lý, và không có vũ khí nào như vậy xuất hiện.
Một phiên bản huấn luyện được lựa chọn có tên gọi là UZ-62 and UZR-60, cũng được chế tạo.
Một phiên bản nâng cấp, R-60M (NATO 'Aphid-B'), sử dụng đầu dò tìm làm lạnh bằng nitơ với góc nhìn mở rộng ±20°, được giới thiệu vào năm 1982. Dù bộ phận tìm kiếm nhạy cảm hơn phiên bản cũ, R-60M chỉ được dùng giới hạn. Phạm vi tối thiểu được giảm xuống là 200 m (218.7 yd). Những ngòi nổ không tiếp xúc được cải tiến để đối phó với hệ thống tác chiến điện tử của kẻ địch EMC, mặc dù cả hai ngòi nổ quang học và radar lại sẵn có (ngòi nổ radar của R-60M với ngòi nổ Kolibri-M có tên gọi là R-60KM). R-60M có đầu nổ nặng 3.5 kg (7.7 lb), tăng trọng lượng lên 45 kg (99 lb), dài hơn 42mm (1.7 in). Trong một số phiên bản đầu nổ là urani làm nghèo có trọng lượng 1.6 kg (3.5 lb) để làm tăng hết sức mạnh của đầu nổ.
Một phiên bản huấn luyện của R-60M là R-60MU cũng được chế tạo.
Từ năm 1999 một phiên bản sửa đổi của loại tên lửa này được sử dụng như một tên lửa đất đối không như một phần của hệ thống pháo kéo phòng không M55A3B1 của Nam Tư. Nó được thay thế motor, giống như MIM-72/M48 Chaparral của Mỹ để có thể bắn từ xe bọc thép.
Hiện nay tên lửa không chiến chủ lực của Nga là Vympel R-73 (AA-11 'Archer'), nhưng một số lượng lớn 'Aphids' vẫn được sử dụng.

## Thông số kỹ thuật

R-60 AA-8 Aphid

- Trọng lượng: 43.5 kg (96 lb).
- Chiều dài: 2090 mm (6 ft 10 in).
- Đường kính: 120 mm (4¾ in).
- Sải cánh: 390 mm (15¼ in).
- Vận tốc: Mach 2.7.
- Tầm bay: 8 km (5 mi).
- Trần bay: 20.000 m (65.615 ft).
- Đầu nổ: 3 kg (6.6 lb) loại đầu nổ tiếp xúc.
- Hệ thống dẫn đường: hồng ngoại.
- Được trang bị cho: MiG-21, MiG-23, MiG-25, MiG-27, MiG-29, MiG-31, Su-15, Su-17, Su-20, Su-22, Su-24, Su-25, Yak-28, Yak-38, Yak-141, Mi-24